# Chris Horner
Christopher Horner (født 23. oktober 1971) er en amerikansk tidligere landevejscykelrytter. Han skiftede efter 2013-sæsonen til det italienske hold Lampre-Merida.
I september 2013 vandt han Vuelta a España 2013 i en alder af 41 år og blev dermed den ældste vinder af en Grand Tour nogensinde.